# 约瑟翰·庞麦郎
约瑟翰·庞麦郎（英語：Joseeh Punmanlon，1984年1月19日—），本名庞明涛，生于中國陕西省汉中市宁强县南沙河村，男歌手。曾自稱1990年出生，來自台灣基隆市等，但是此後被证实不實。
其主要作品有《我的滑板鞋》、《阻止你哭泣》、《我要打败你》、《西班牙的牛》、《打吊针》等。其中《我的滑板鞋》一经发表迅速红遍中国大陆网络，被网友称为“2014年十大洗脑神曲”之一。

## 网络爆红
2013年，作为草根歌手的庞麦郎录制了《打吊针》等歌曲并请录音公司编曲，被调音师发到音频应用论坛求助，因歌词不明所以且音准跑调迅速获得大量关注，网友二次创作产生的《摩的大飙客》等歌曲在Acfun、Bilibili爆火。庞麦郎随后签约华数唱片公司，在专业的营销下，他的新曲《我的滑板鞋》获得商业上的成功。
歌曲《我的滑板鞋》推出之后，於2014年7月在网络爆红。虽然歌曲曲调与歌词内容略有忧伤，但是当时一些网友常常将该歌曲与同时间爆红的筷子兄弟的搞笑歌曲《小苹果》谈论在一起，共称为“洗脑神曲”。原因可能是当今网络上最容易形成的“爆炸式传播”，再加上歌手本人类似五音不全的歌唱方式，使其本人非常容易受网友注意。

## 轶事
庞麦郎在某次访谈中称其欣赏的艺人有迈克尔·杰克逊、少女时代、EXO、Bigbang。当问及为何选择网上流传极广的红底照片作为头像时，庞麦郎称该照片於2012年拍摄，自我感觉不错。又经询问网络上《我的滑板鞋》的各种版本例如朗诵版、东北话版、粤语版最喜欢哪个版本时，庞麦郎直言“最喜欢自己唱的版本”。对于多数网友称其作品太难听以至于听不下去时，庞麦郎回答可能是他们不理解其作品，同时又称不喜欢网友直言“太难听”。庞麦郎称其一直在做独立音乐人，并且希望未来自己成为一名流行、摇滚歌手。
2021年底，签约上海某网红经纪公司，进行线上直播、带货及线下商演等。

## 解约纠纷
2014年11月初歌曲《我的滑板鞋》的音樂影片發行之后，当月月底就有得知其欲解约之消息。其经纪公司华数唱片表示庞麦郎早在2014年7月下旬就开始进行其“逃跑计划”，在没有告知公司的情况以个人名义参加一些商业活动与接受媒体采访。也为躲避公司与家人的联系而频繁更换手机号码。虽然中途曾录制音乐影片，但是之后又处于断断续续的失联状态。其家人与经纪公司均表示难以理解。但经纪公司称他们相信庞麦郎是一位单纯的人，「出走」的行为可能是某些背后势力的恶意挑拨教唆，但庞麦郎本人一直未有作出回应。
由于其多次拒绝公司安排的活动，经纪公司华数唱片表示对庞麦郎已经心灰意冷，发声明称“多次的沟通未果，我们已经心灰意冷，公司只能依靠法律的公正裁判。”北京市朝阳区人民法院于2014年12月12日受理了华数唱片与庞麦郎之间合同纠纷的诉讼。

## 罹患精神分裂症
2021年3月12日，庞麦郎经纪人白晓通过庞麦郎的个人社交帐号发布视频称，庞麦郎长期患有精神分裂症，已被强制送进精神病院。庞麦郎老家的村支书陈正鼎接受记者采访时表示，3月1日下午，庞麦郎因殴打父母而被送进精神病院，且已是其第二次入院。3月12日晚，庞麦郎的父亲庞德怀在直播中回应社会关切，介绍称庞麦郎生病已有几年，去年开始严重，可能压力比较大，对儿子的未来想等儿子出院后再考虑。3月13日，白晓发布视频和评论回应庞麦郎父母在采访中对他的指责。

## 人物争议
2016年1月16日，杭州首站旧金属演唱会，吸引数百人观看，全程皆为假唱。2016年1月23日，回到故乡陕西举办演唱会，演唱会上与歌迷互动不再假唱。

## 相关作品
《我的滑板鞋》是由他创作并演唱的一首网络歌曲，2014年7月在中国網路广为流传，被网友称为“洗脑神曲”，该歌曲拥有两部官方音乐影片（MV），均在2014年11月发布，2015年成龙的洗发水广告（Duang）的惡搞版使用此曲的旋律填上新詞，2016年中国歌手华晨宇在《天籁之战》第三期改编演唱了该作品。